# أيام مارس
أيام مارس أو أحداث مارس أو إبادة مارس كما تُعرف في المصادر الأذربيجانية، كانت فترة من الصراع العرقي والمذابح التي راح ضحيتها قرابة 12,000 أذربيجاني وغيرهم من المسلمين، وقعت الأحداث بين 30 مارس و2 أبريل من العام 1918 في مدينة باكو والمناطق المجاورة لمحافظة باكو في الجمهورية الترانسقوقازية الديمقراطية الاتحادية.
ساعد في هذا الأمر الصراع السياسي الدائر بين البلاشفة بدعم من الاتحاد الثوري الأرميني (الطاشناق) من جهة وبين حزب المساواة الأذربيجاني من جهة أخرى، أدت الأحداث إلى شائعات باحتمالية قيام ثورة إسلامية من جهة القوات البلشفية والطاشناقية وتأسيس كوميونة باكو قصيرة الأمد في أبريل 1918.
تعتبر أذربيجان بشكل رسمي أيام مارس «إبادة» (soyqırım). تفسر مصادر أخرى أحداث مارس في سياقات الاضطرابات المصاحبة للحرب الأهلية.

## الخلفية

### الموقف السياسي
بعد ثورة فبراير، تشكلت اللجنة الخاصة عبر القوقاز، وشملت ممثلين عن الأرمن والأذربيجانيين والجورجيين، وتأسست بغرض إدارة أجزاء من جنوب القوقاز تحت إدارة الحكومة الروسية المؤقتة. بعد ثورة أكتوبر، وفي 11 نوفمبر 1917، استُبدلت تلك اللجنة بمفوضية القوقاز التي تُعرف أيضًا باسم سيجم، ويقع مقر قيادتها في تبليسي. عارضت مفوضية القوقاز البلشفية وأرادت انفصال جنوب القوقاز عن روسيا البلشفية. لتجنب ذلك، في 13 نوفمبر 1917، أعلن مجموعة من البلاشفة وأعضاء حزب اليسار الاشتراكي الثوري إنشاء اللجنة السوفيتية في باكو، وهو جهاز حاكم يتولى زمام الحكم عبر إقليم محافظة باكو تحت قيادة البلشفي ستيفان شوميان. بالرغم من أن اللجنة السوفيتية في باكو قد ضمت الأذربيجانيين والأرمن الذين لم يكونوا من البلاشفة ولا بالضرورة من المتعاطفين مع الأفكار البلشفية، رفض الحزبين القوميين وأعضاء مفوضية القوقاز –حزب المساواة والاتحاد الثوري الأرميني– الاعتراف بسلطته. سيطر حزب المساواة التي يقع مقره في باكو على المجالس الوطنية الإسلامية (MNCs)، وهو جهاز تمثيلي كوّن في آخر المطاف البرلمان الأول لجمهورية أذربيجان الديمقراطية (ADR). ترأس محمد حسن حاجينسكي اللجنة التنفيذية المؤقتة للمجالس الوطنية الإسلامية (MNCs)، بينما كان محمد أمين رسولزاده وعليمردان توبجوباشيف وفتحعلي خان خويسكي وغيرهم من الشخصيات السياسية النخبوية من بين 44 مفوضًا أذربيجانيًا في مفوضية القوقاز. في تلك الأثناء، كوّن الاتحاد الثوري الأرمني، الذي تأسس في تبليسي، وفدًا من 27 عضوًا أرمينيًا إلى مفوضية القوقاز. حافظ قائد اللجنة السوفيتية في باكو، شوميان، على اتصالاته مع الاتحاد الثوري الأرمني واعتبره مصدرًا للدعم من أجل القضاء على تأثير حزب المساواة في باكو. والجدير بالملاحظة أنه خلال أيام مارس في 1918، كان أحد مؤسسي الاتحاد الثوري الأرميني، وهو ستيفان زوريان، متواجدًا في باكو.
بعد ثورة أكتوبر، تشتت الجيش الروسي وهربت وحداته من الخطوط الأمامية بشكل جماعي، واعتدوا في بعض الأحيان على السكان المحليين. معنيين بالموقف، أسست مفوضية القوقاز مجلسًا عسكريًا من الجنسيات المختلفة، إذ ضم ممثلين عن الأرمن والأذربيجانيين والجورجيين، والذين كانت لديهم قوات تحت تصرفهم. عندما انسحبت مجموعة كبيرة من الجنود الروس من الجبهة العثمانية في يناير 1918، أمر قائد المجلس، الجورجي المنشفي نيو راميشفيلي، بتجريدهم من السلاح. استُوقف الجنود الروس بالقرب من محطة شامخور، ومع رفضهم للاستسلام، هاجمتهم العصابات الأذربيجانية في ما عُرف لاحقًا باسم مذبحة شامخور. استغلت اللجنة السوفيتية في باكو تلك الواقعة لصالحها ضد مفوضية القوقاز.
في 10–24 فبراير 1918، تبنت مفوضية القوقاز إعلان الاستقلال، معلنةً عن الجمهورية الترانسقوقازية الديمقراطية الاتحادية. في ذلك الوقت، لدعم المقاومة الأرمينية ضد الإمبراطورية العثمانية، حاولت الحكومة البريطانية إعادة تنظيم وتدريب مجموعة من الأرمن من القوقاز تحت قيادة اللواء ليونيل دونستيرڤيل في بغداد. زود الحلفاء أيضًا الأرمن بـ 6,500,000 روبلات (ما يكافئ 3,250,000 دولارًا في 1918) في صورة مساعدة مالية. إضافةً إلى ذلك، أسست المنظمة الوطنية الأرمنية في القوقاز لجنة عسكرية أرمنية في بيتروغراد تحت قيادة اللواء باغرادوني وطالبت كافة العسكريين الأرمن المنتشرين عبر روسيا بالاستنفار عبر جبهة القوقاز. وردًا على هذا الطلب، في بداية مارس 1918، احتشدت مجموعة كبيرة من الأرمن في باكو، وانضموا إلى مجموعة مكونة من 200 ضابطًا مدربًا بصحبة اللواء باغرادوني والشريك المؤسس للاتحاد الثوري الأرمني ستيفان زوريان (السيد رستم).
تزايدت الشكوك التي تساور الأذربيجانيين بأن شوميان، الذي ينتمي للعرق الأرمني، كان يتآمر مع الطاشناق ضدهم. جردت وحدات فرقة سافاج، التي تكونت من المسلمين القوقازيين الذين خدموا في الجيش الإمبراطوري الروسي، الحامية الموالية للبلاشفة في لانكاران، وتمردت داغستان بقيادة إمام نجم الدين جوتسينكي وطردوا البلاشفة من بيتروفسك، مهددين الاتصالات الأرضية بين باكو وروسيا البلشفية. وُقع على هدنة أرزينجان ثم معاهدة بريست ليتوفسك في 3 مارس 1918، لتخرج روسيا رسميًا من الحرب العالمية الأولى. وفقًا لريتشارد جي هوفانيسيان، فقد ضمت معاهدة بريست ليتوفسك ملحقًا سريًا ألزم البلاشفة بتسريح ونزع سلاح العصابات العرقية الأرمينية في المناطق التي كانت تحت السيطرة الروسية في السابق. خلال مؤتمر طرابزون للسلام، طالب الوفد العثماني بموقف موحد لمفوضية القوقاز قبل استكمال المفاوضات. ازداد اهتمام البلاشفة بشأن الاتحاد الترانسقوقازي الناشئ، وفي الموقف الموضح، اضطروا للاختيار بين حزب المساواة والاتحاد الثوري الأرميني في الصراع للسيطرة على أكبر مدن القوقاز. وبالتالي أُقحمت اللجنة السوفيتية في باكو في الصراع القومي بين الأذربيجانيين والأرمن، محاولين استخدام أحد الشعوب ضد الآخر.
بقيت باكو أثناء الحرب العالمية الأولى محطًا لأنظار القوى الرئيسية المتحاربة، إذ أن المدينة كانت تنتج 7 ملايين طن من البترول سنويًا (ما يقارب 15% من الإنتاج العالمي للبترول). وعلى الرغم من أن غالبية حقول البترول كانت مملوكة للأذربيجانيين وامتلك الأرمن أقل من 5 بالمائة منها، كانت غالبية حقوق الإنتاج\التوزيع في باكو مملوكة للمستثمرين الأجانب، البريطانيين في المقام الأول. في بداية عام 1918، أرسلت ألمانيا اللواء فريدريش فرايهر كريس فون كرسنشتاين من حملة سيناء وفلسطين لتأسيس الحملة الألمانية في القوقاز بهدف احتلال باكو. وردًا على ذلك، في فبراير 1918، أرسلت بريطانيا اللواء ليونيل دونستيرڤيل مع قواته إلى باكو عبر أنزلي، بهدف إيقاف تحرك الألمان وحماية الاستثمارات البريطانية. في تلك الأثناء، فقد البلاشفة السيطرة على آبار بترول غروزني في نهاية عام 1917، وأصبحت باكو مصدرهم الوحيد للبترول. حتى ان فلاديمير لينين قد أعلن في أحد خطبه أن «روسيا السوفيتية لا تستطيع البقاء دون بترول باكو».

### الديموغرافيا والمجموعات المسلحة
قبل الحرب العالمية الأولى، تكون سكان باكو، بما في ذلك نتوء بايلوف الخليجي والقرية البيضاء وحقول البترول والقرى المجاورة، من أكثر من 200,000 نسمة وُزعوا كالتالي: 74,000 مهاجرًا مؤقتًا من العديد من الأماكن من روسيا، و56,000 أذربيجانيًا محليًا من القرى والحضر، و25,000 أرمينيًا، و18,000 فارسيًا، و6,000 يهوديًا، و4,000 من تتار الفولغا، و3,800 من الليزجينيّين، و2,600 جورجيًا، و5,000 ألمانيًا، و1,500 بولنديًا، والعديد من الجنسيات الأخرى التي يقل تعداد كل منها عن 1,000.
قبل أحداث مارس 1918، تكونت المجموعات المسلحة الرئيسية في باكو من 6,000 رجلًا من بقايا الجيش الروسي القوقازي الذي انسحب من الجبهة العثمانية، وقرابة 4,000 رجلًا من الميليشيا الأرمنية التي نُظمت تحت قيادة الاتحاد الثوري الأرمني الطاشناقي، وعدد غير محدد من الجنود من فرقة سافاج التي حُلت في يناير 1918.